# 階段ピラミッド
階段ピラミッド（かいだんピラミッド、英: step pyramid）は、複数の層が重なり階段状になったピラミッドである。各地の古代文明で独自に考案され作られた。

## 西アジア
ジッグラトは古代メソポタミアで生まれ、ペルシャにも作られた。

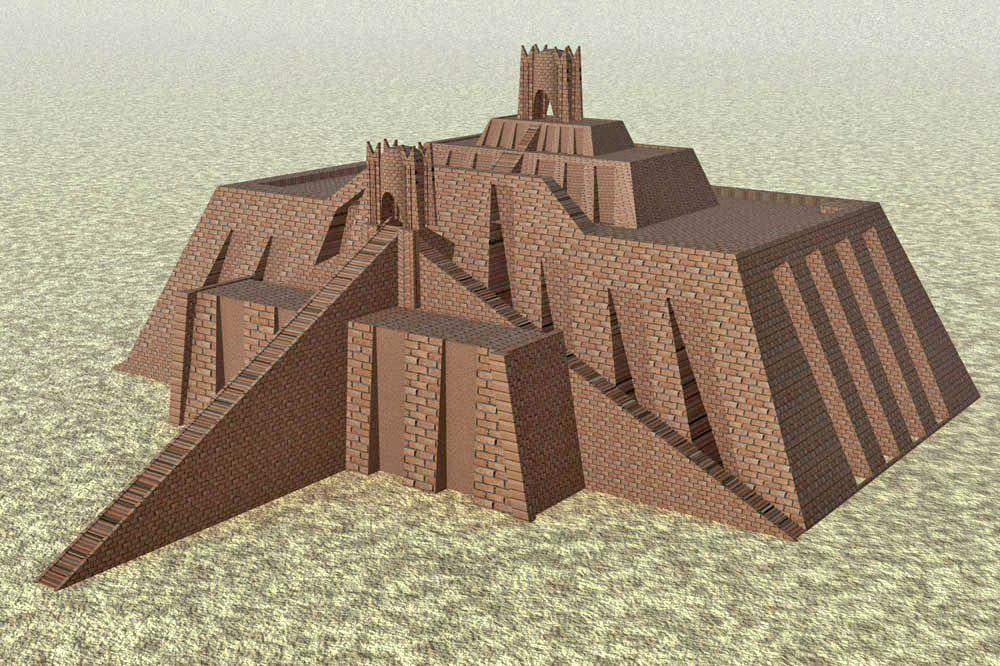
イラク、ウルのジッグラトの復元
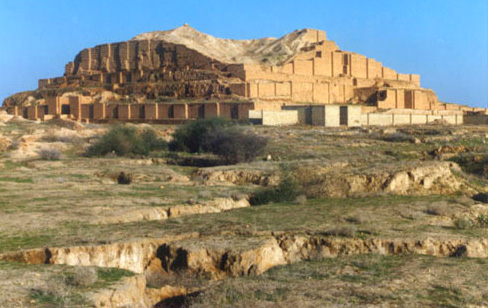
イラン、チョガ・ザンビールのジッグラト

## エジプト
エジプト最古のピラミッドは、サッカラにあるジェセル王のピラミッド（サッカラのピラミッド）で、階段ピラミッドである。紀元前27世紀のエジプト第3王朝第2代ファラオのジェセルが、イムホテプに造らせた。
ジェセルのピラミッドは、6層の階段状ピラミッドで、各層は、ピラミッド以前の方形の墓であるマスタバ状になっている。
続く第3～第5代のセケムケト、カーバー、フニも似た構造の階段ピラミッドを造ったが、いずれも半ば崩壊し埋没している。
フニが建造を開始し、第4王朝最初の王スネフェルが完成させたメイドゥームのピラミッドは、階段状ではあるものの、滑らかな側面への変化が見られる。
スフェネルの屈折ピラミッドになると、階段は無くなった。

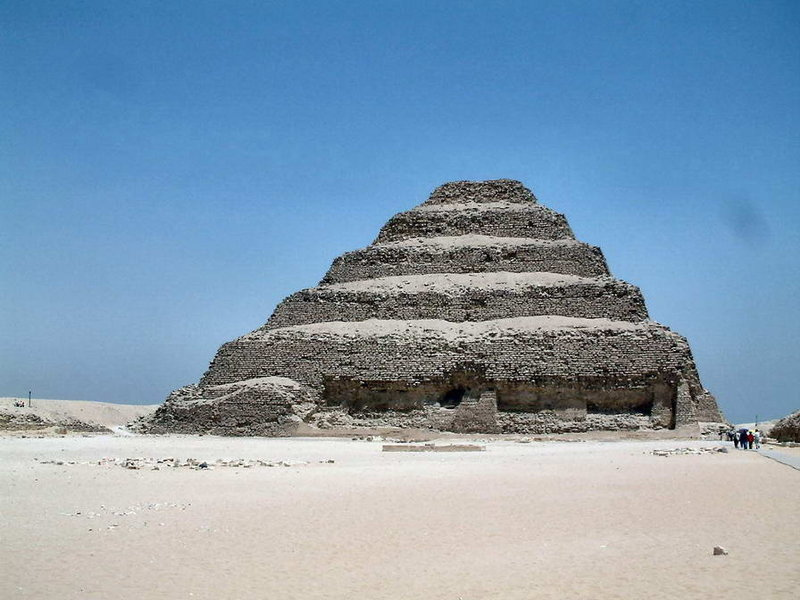
ジェセル王のピラミッド
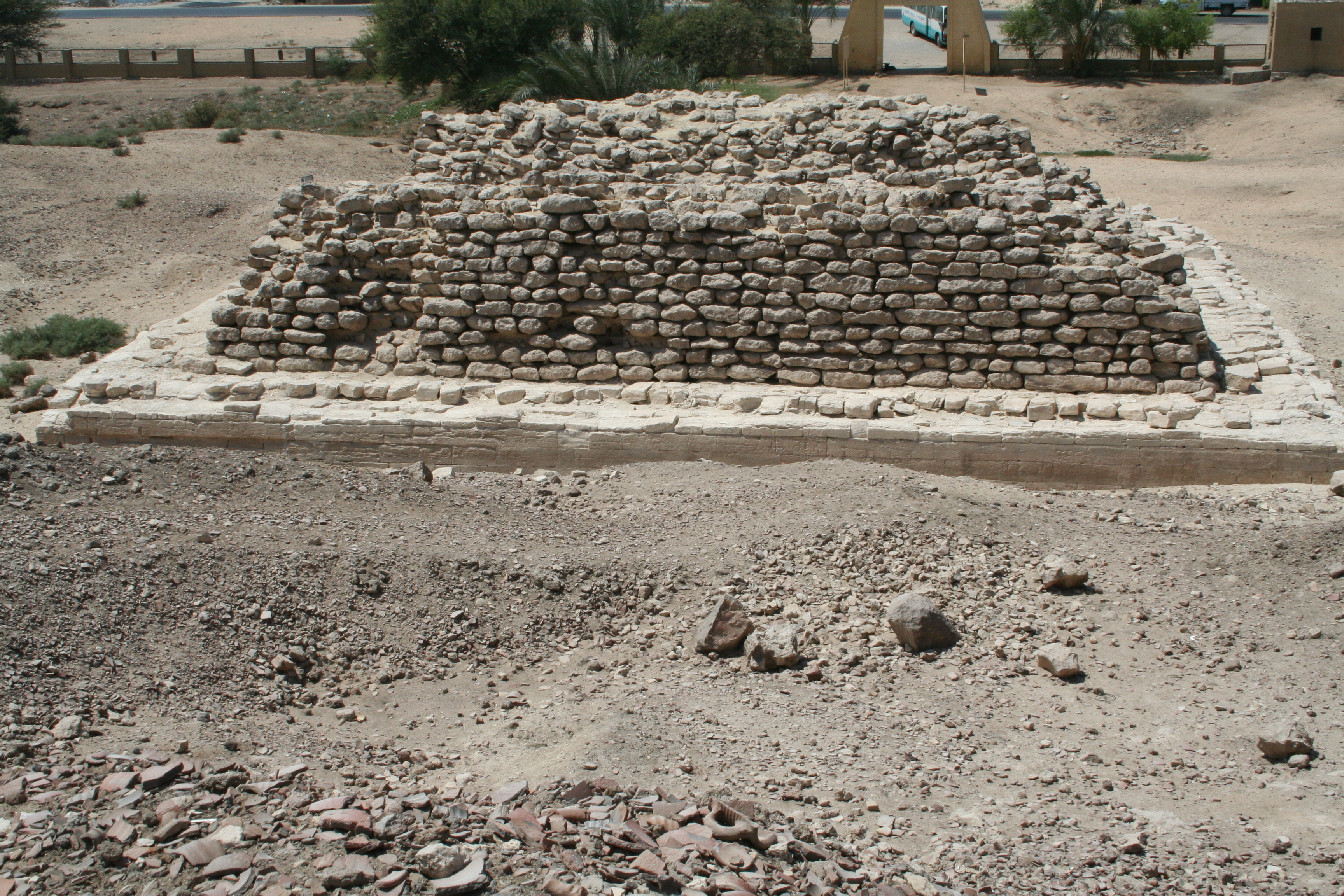
Zawiyet el-Meitinの「Zawiyet el-Meitin のピラミッド」
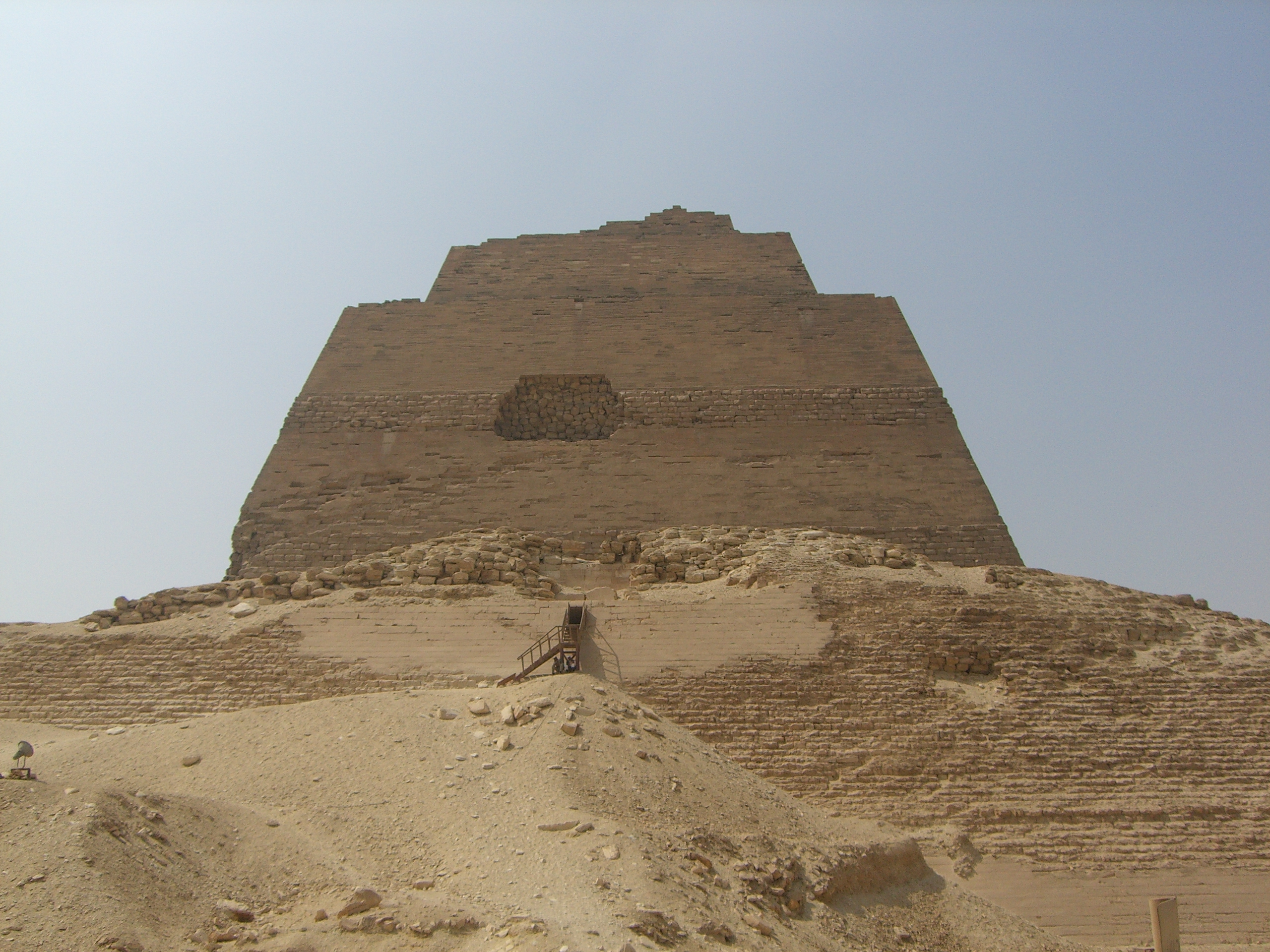
メイドゥームの「メイドゥームのピラミッド」

## アメリカ大陸
最も多くの階段ピラミッドが造られたのは、マヤ、アステカ、トルテカといったアメリカ大陸の古代文明である。
トラチウアルテペトル（チョルーラのピラミッド）やテンプロ・マヨールなどでは、古いピラミッドの上に新しい層が増築され、階段ピラミッドとなった。
以下、国名なしはメキシコ。

### メキシコ中央高原

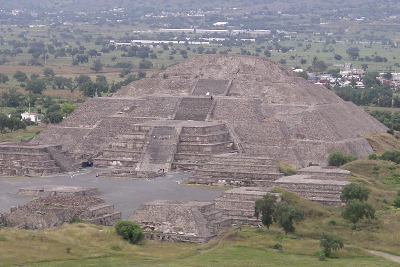
メヒコ州テオティワカンの月のピラミッド
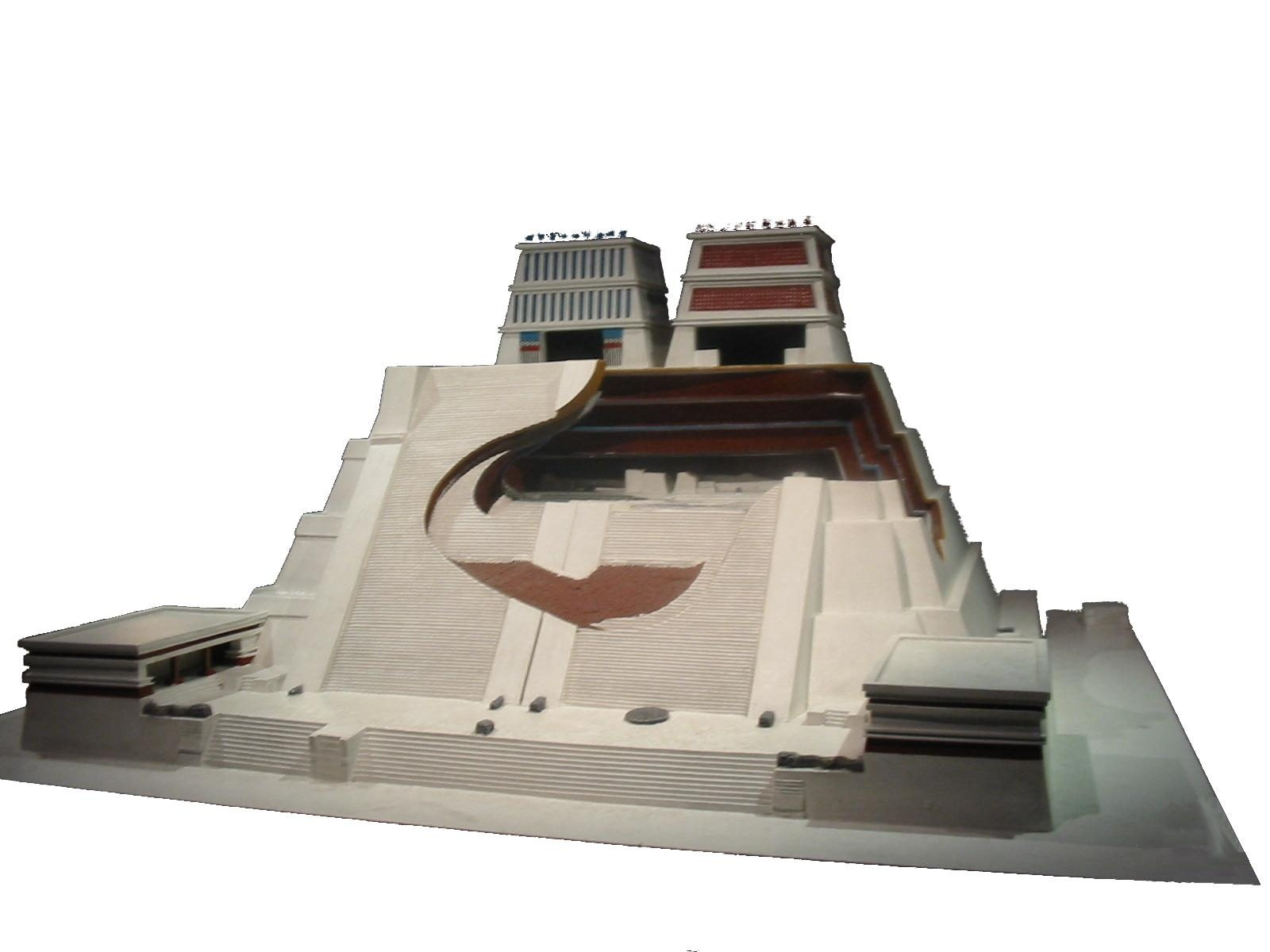
メキシコ市テノチティトランの「テンプロ・マヨール」の復元
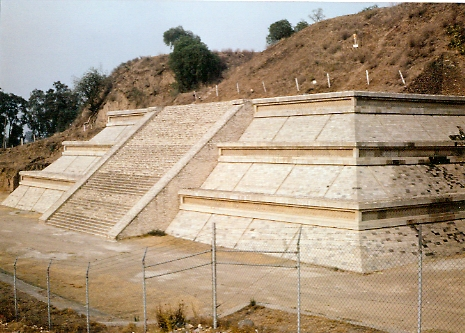
プエブラ州サン・ペドゥロ・チョルラのトラチウアルテペトルの一部の復元

### マヤ

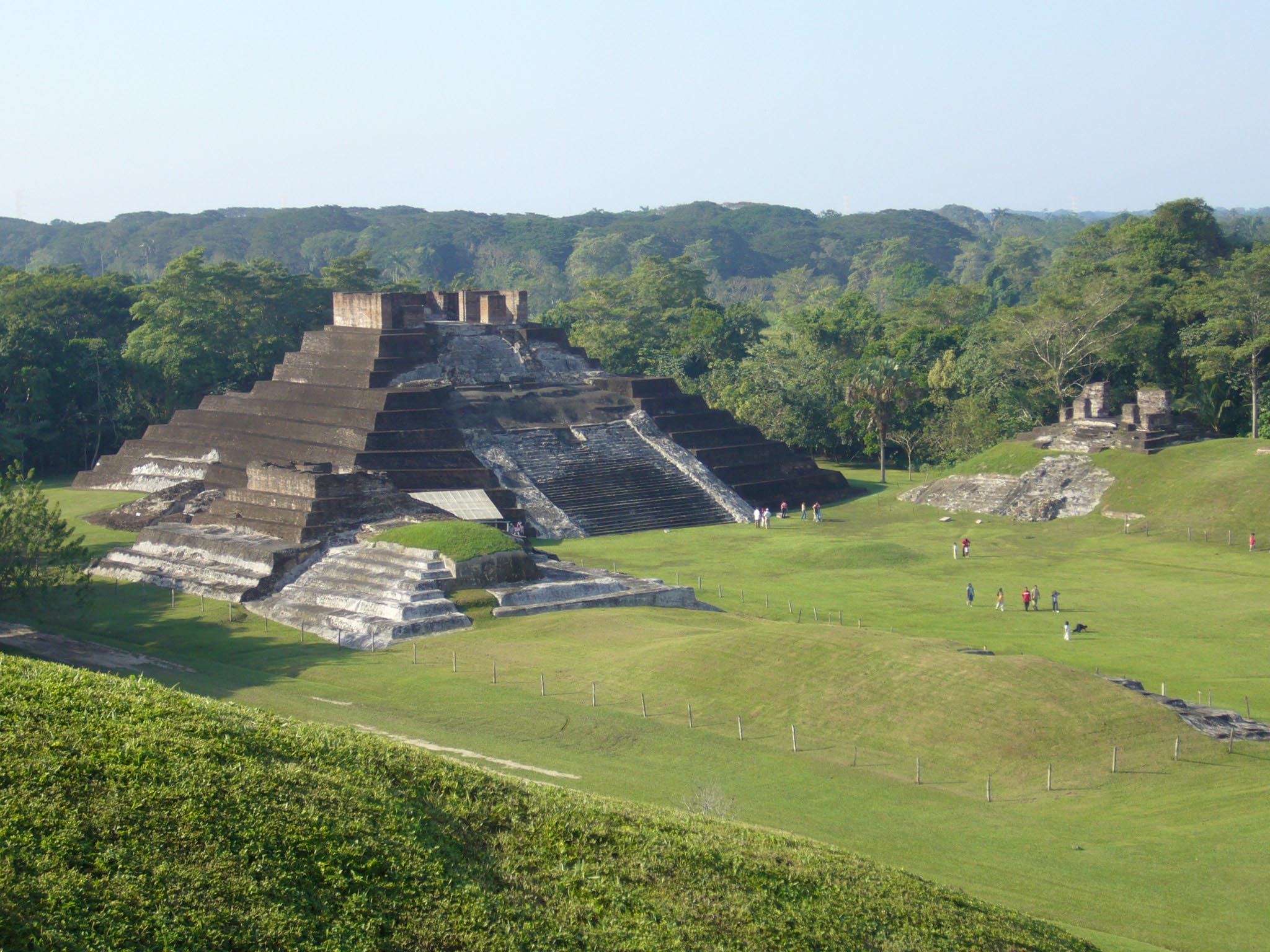
タバスコ州コマルカルコのピラミッド
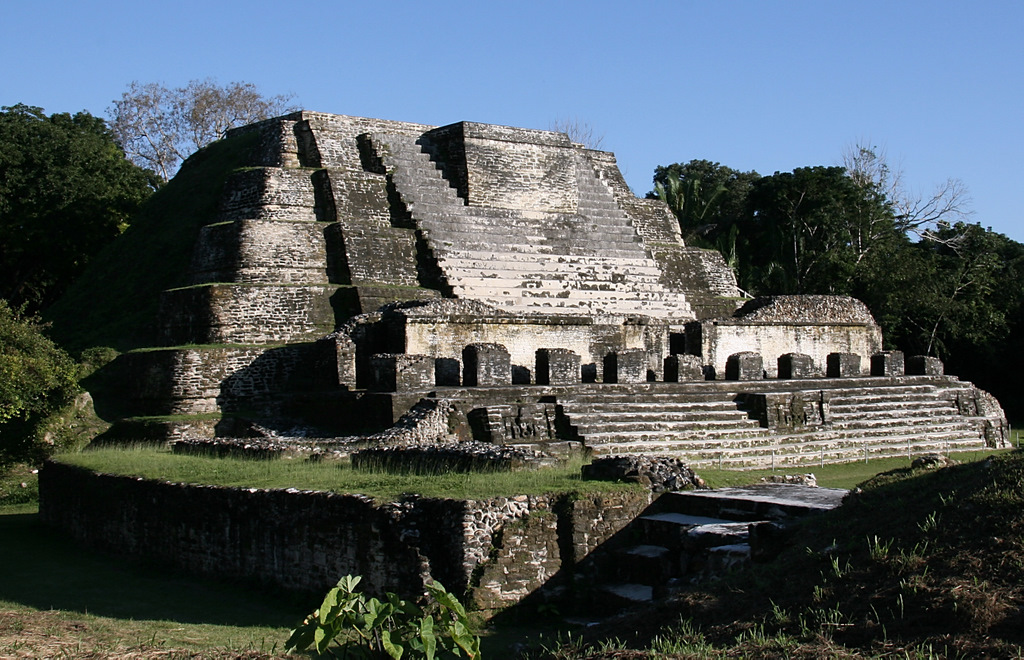
ベリーズ、アルトゥン・ハのピラミッド
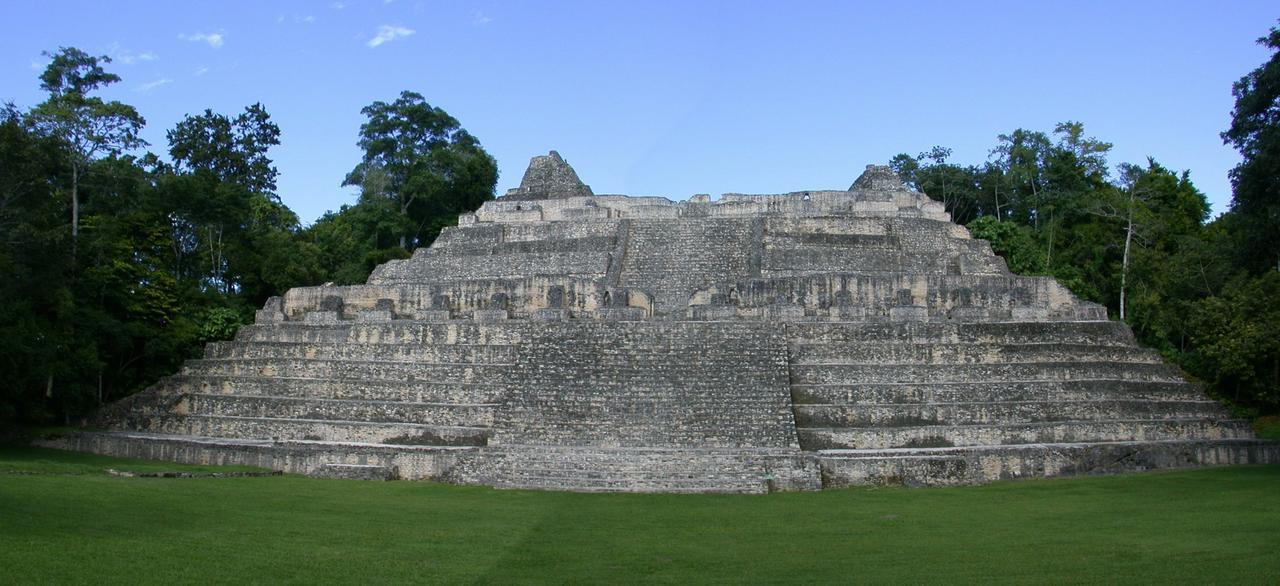
ベリーズ、カラコルの「カーナ」
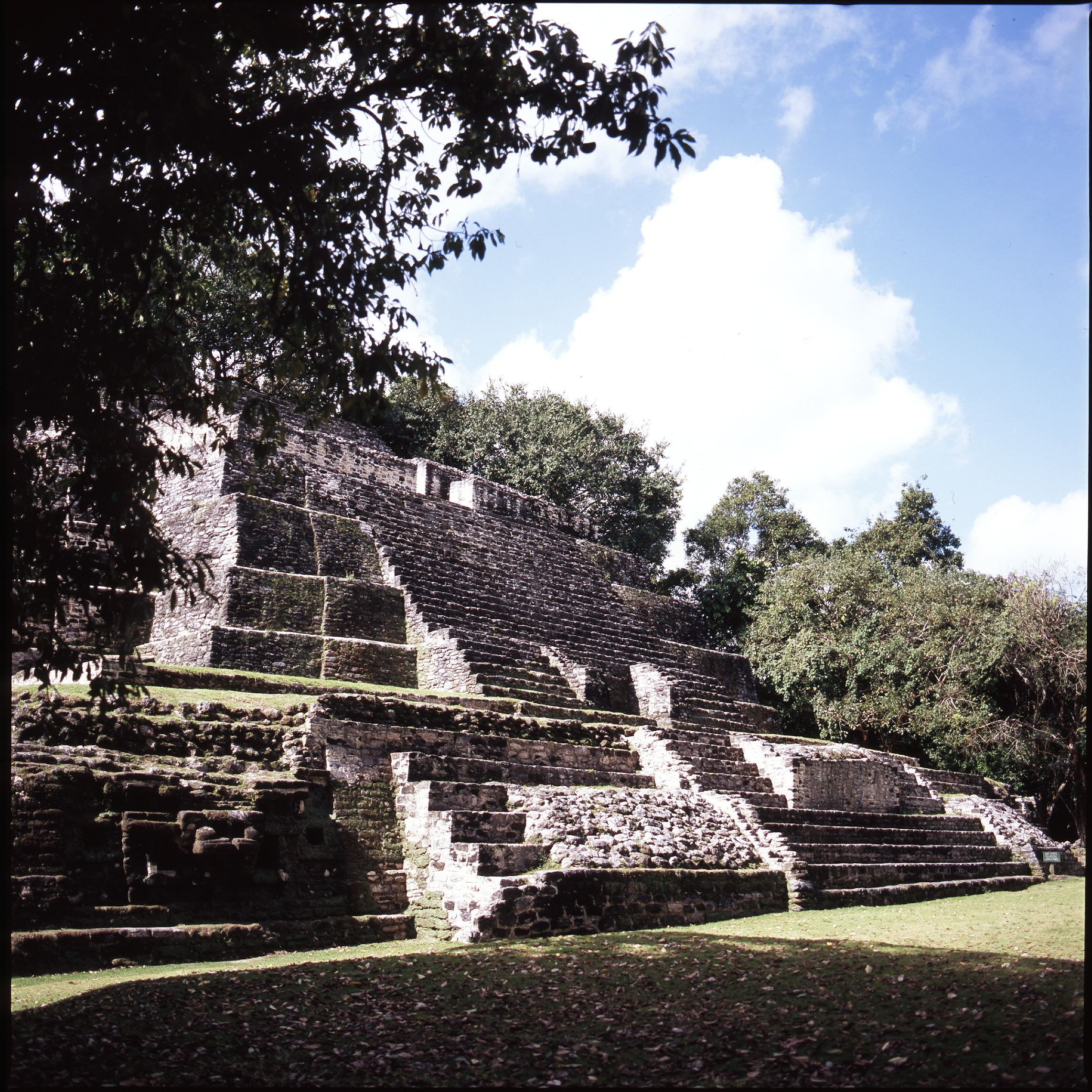
ベリーズ、ラマナイの「ジャガーの神殿」

### ノルテ・チコ

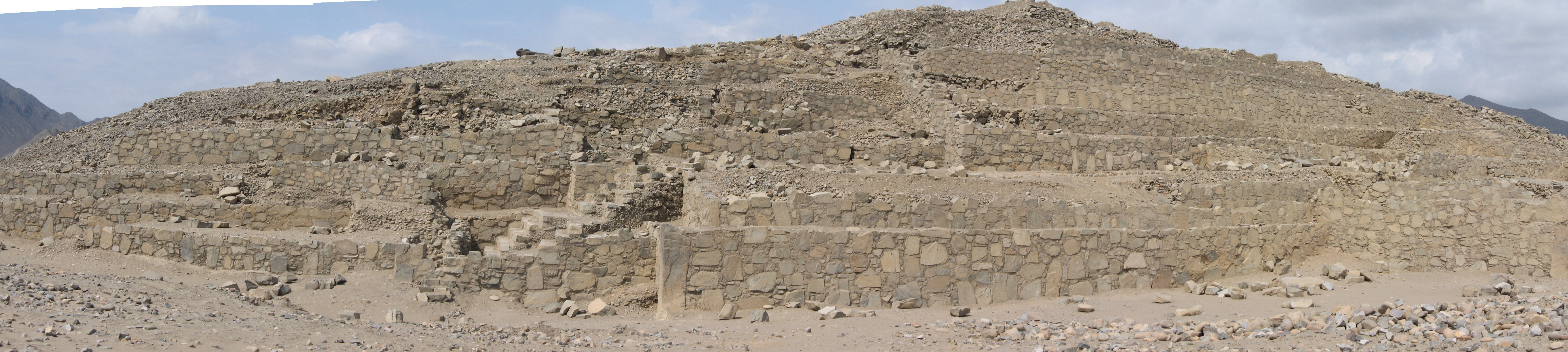
ペルー、カラルのピラミッド

## その他

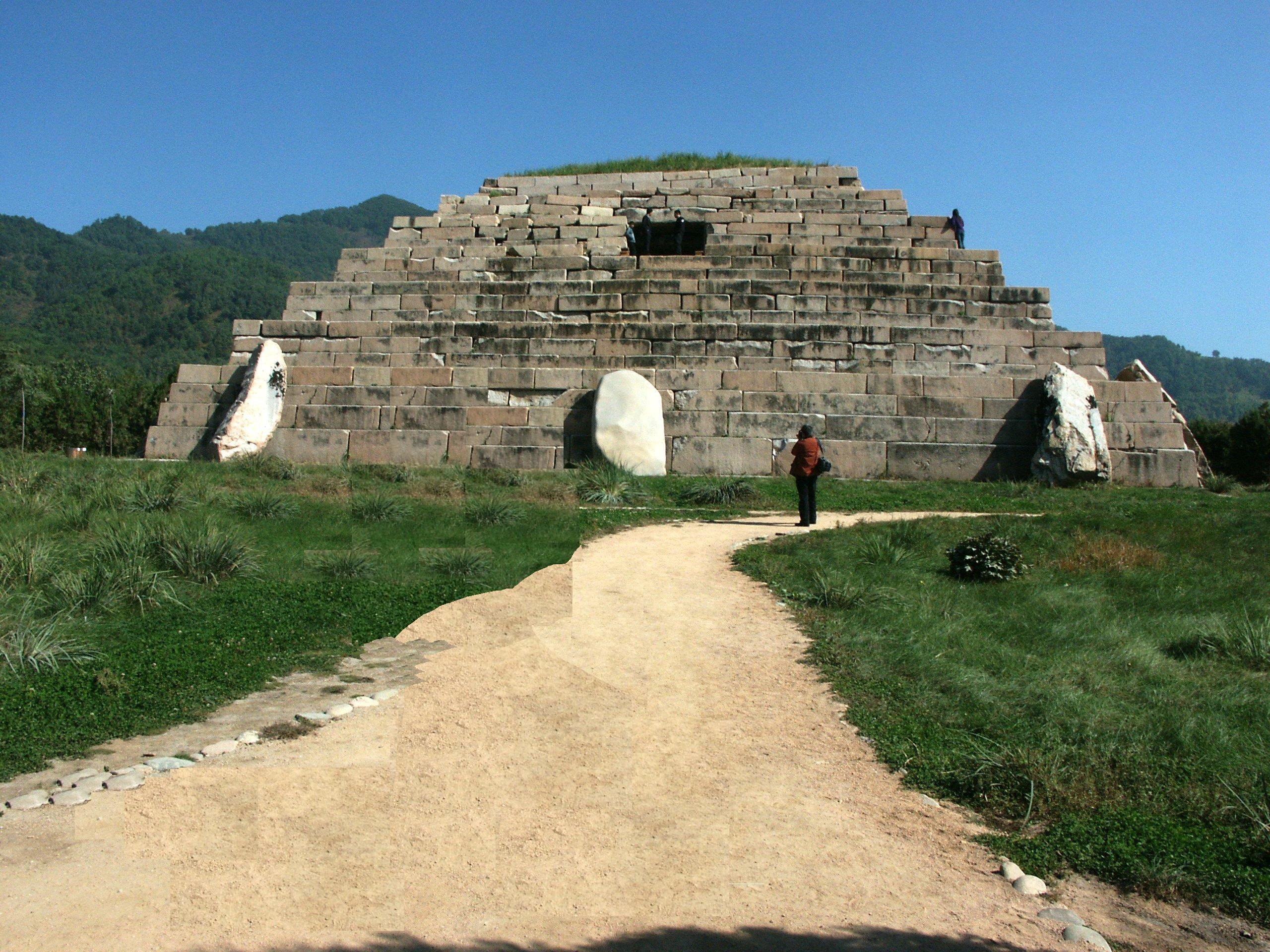
中国集安の、高句麗時代の墓
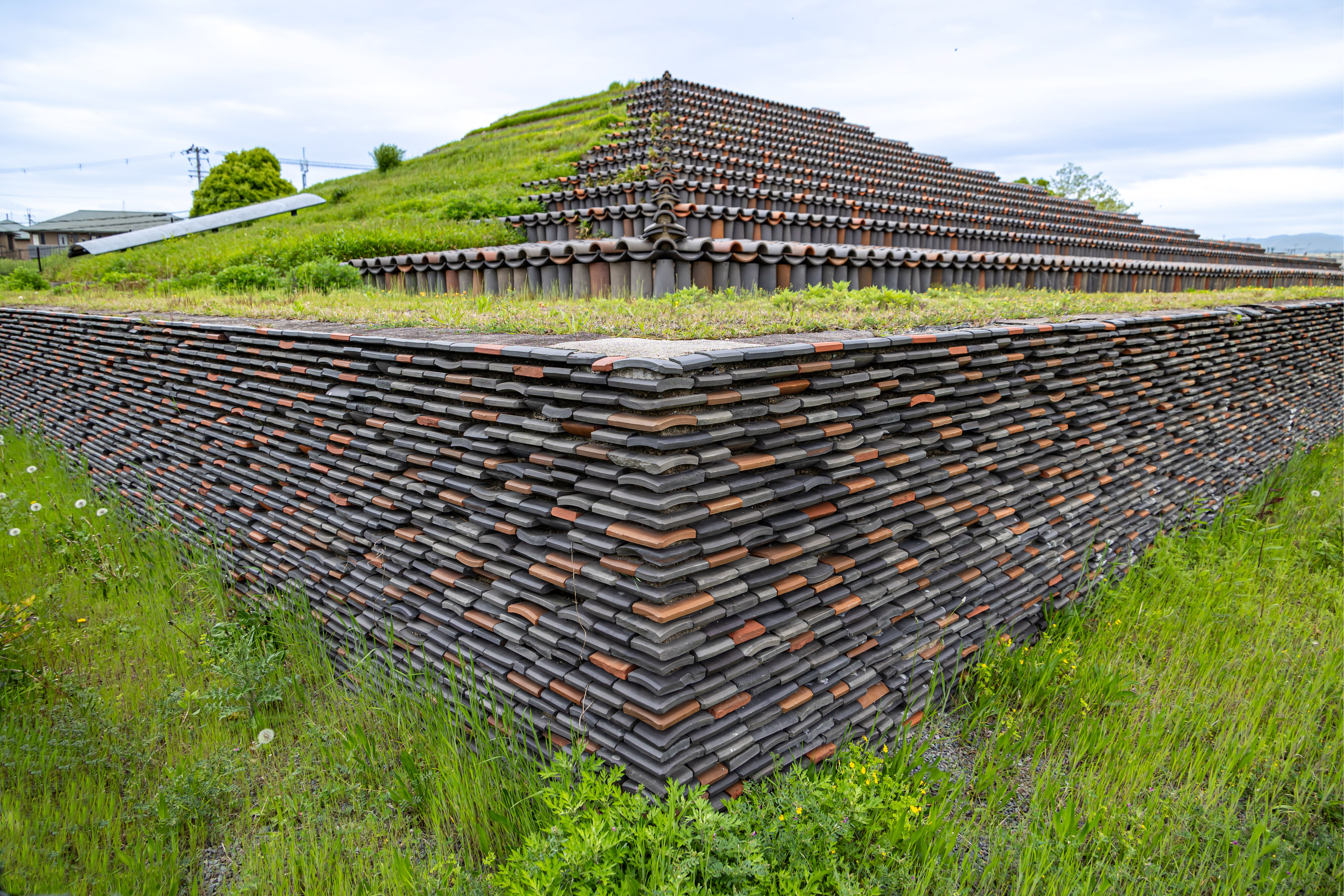
堺市の仏塔・土塔
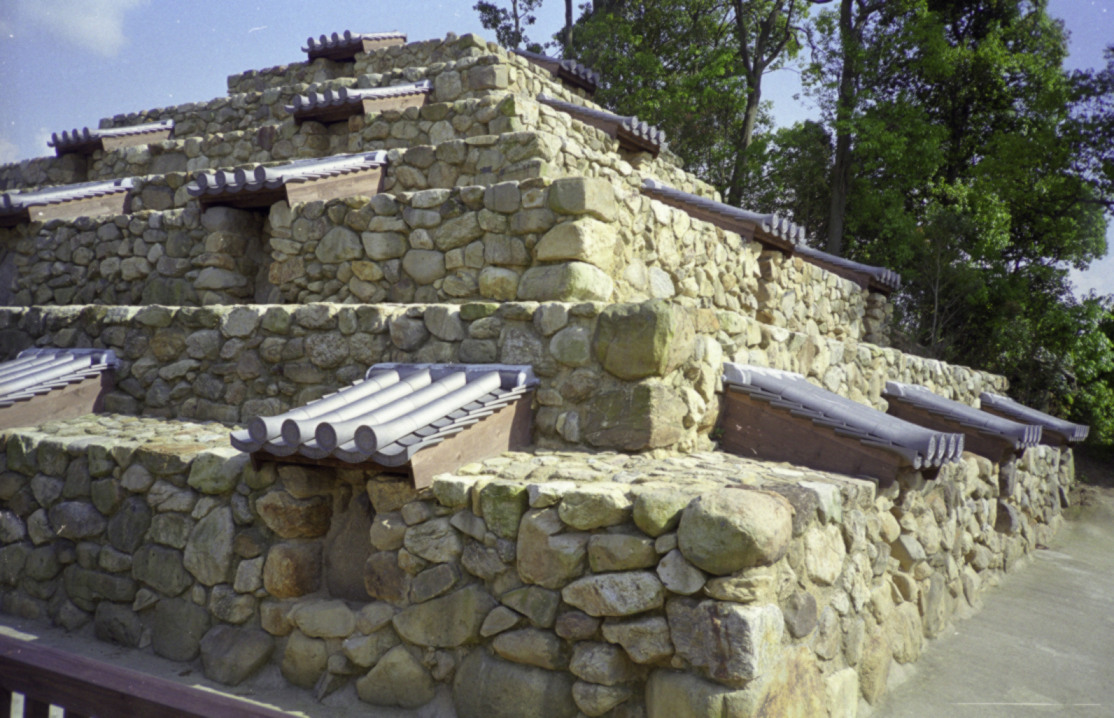
奈良市の仏塔・頭塔